# Ескалон (Калифорнија)
Ескалон (енгл. Escalon) град је у америчкој савезној држави Калифорнија. По попису становништва из 2010. у њему је живело 7.132 становника.

## Демографија
Према попису становништва из 2010. у граду је живело 7.132 становника, што је 1.169 (19,6%) становника више него 2000. године.
| Група             | 2000.         | 2010.         |
| Белци             | 4.565 (76,6%) | 4.907 (68,8%) |
| Афроамериканци    | 34 (0,6%)     | 30 (0,4%)     |
| Азијати           | 65 (1,1%)     | 96 (1,3%)     |
| Хиспаноамериканци | 1.125 (18,9%) | 1.928 (27,0%) |
| Укупно            | 5.963         | 7.132         |